# Kitaró
Kitaró (japonsky 喜多郎, vlastním jménem Masanori Takahaši - 高橋 正則, * 4. února 1953 v Tojohaši (prefektura Aiči)) je japonský hudebník (multiinstrumentalista), hudební producent a skladatel. Během své kariéry vydal řadu alb, z nichž velké množství bylo nominováno na cenu Grammy (získal ji jen jednou). Jeho desku The Light of the Spirit z roku 1987 koprodukoval americký perkusionista Mickey Hart. Na jeho albu Dream z roku 1992 zpíval v několika písních Jon Anderson. Rovněž složil hudbu k několika filmům, mezi něž patří například Nebe a země (1993).